# Nguyễn Thị Thu Hoài
Nguyễn Thị Thu Hoài (sinh ngày 24 tháng 5 năm 1943, ở xã Lộc Thủy, huyện Lệ Thủy, Quảng Bình) là một nữ chính trị gia người Việt Nam. Bà từng là đại biểu quốc hội Việt Nam khóa IX nhiệm kì 1992-1997, thuộc đoàn đại biểu quốc hội tỉnh Quảng Bình.

## Xuất thân
Nguyễn Thị Thu Hoài sinh ngày 24 tháng 5 năm 1943 quê quán ở xã Lộc Thủy, huyện Lệ Thủy, Quảng Bình.

## Giáo dục
- Đại học Dược

## Sự nghiệp
Bà gia nhập Đảng Cộng sản Việt Nam vào ngày
Nghề nghiệp, chức vụ: Tỉnh uỷ viên, Phó Giám đốc Sở Y tế, Uỷ viên Ban chấp hành Hội liên hiệp phụ nữ tỉnh Quảng Bình
Nơi làm việc: Sở Y tế tỉnh Quảng Bình